# Okonek (gmina)
Okonek – gmina miejsko-wiejska w województwie wielkopolskim, w powiecie złotowskim. W latach 1975–1998 gmina położona była w województwie pilskim.
Siedziba gminy to Okonek.
Według danych z 30 czerwca 2004 gminę zamieszkiwało 8975 osób.

## Struktura powierzchni
Według danych z roku 2002 gmina Okonek ma obszar 325,88 km², w tym:
- użytki rolne: 43%
- użytki leśne: 41%

Gmina stanowi 19,62% powierzchni powiatu.

## Demografia

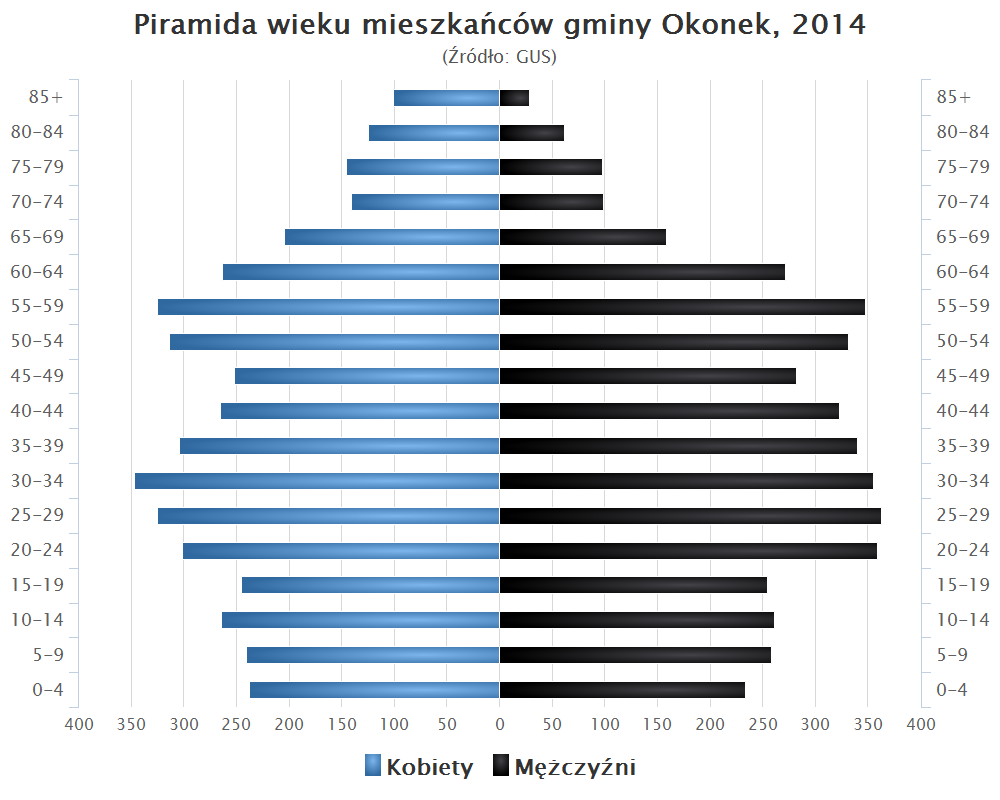
Piramida wieku mieszkańców gminy Okonek w 2014 roku

Dane z 30 czerwca 2004:
| Opis                              | Ogółem | Ogółem | Kobiety | Kobiety | Mężczyźni | Mężczyźni |
| --------------------------------- | ------ | ------ | ------- | ------- | --------- | --------- |
| jednostka                         | osób   | %      | osób    | %       | osób      | %         |
| populacja                         | 8975   | 100    | 4471    | 49,8    | 4504      | 50,2      |
| gęstość zaludnienia (mieszk./km²) | 27,5   | 27,5   | 13,7    | 13,7    | 13,8      | 13,8      |

## Sołectwa
Borki, Borucino, Brokęcino, Brzozówka, Chwalimie, Ciosaniec, Drzewice, Glinki Mokre, Glinki Suche, Lędyczek, Lotyń, Lubniczka, Łomczewo, Pniewo, Podgaje, Węgorzewo.

## Miejscowości niesołeckie
Anielin, Babi Dwór, Ciosaniec-Bolkowo, Czersk, Dolnik, Kruszka, Lubnica, Lubnicki Młyn, Przybysław, Rydzynka, Skoki, Wojnówko

## Sąsiednie gminy
Borne Sulinowo, Czarne, Debrzno, Jastrowie, Lipka, Szczecinek, Złotów